# اندیس دولومیت خدرآباد
دولومیت خدر آباد یک اندیس غیرفلزی است که در حوالی شهر اردل استان چهارمحال و بختیاری قرار دارد و مادهٔ معدنی موجود در آن، دولومیت است.سنگ میزبان این اندیس تریاس-ژوراسیک است  